# 恰格泰湖
51°00′00″N 94°43′00″E / 51°N 94.7167°E

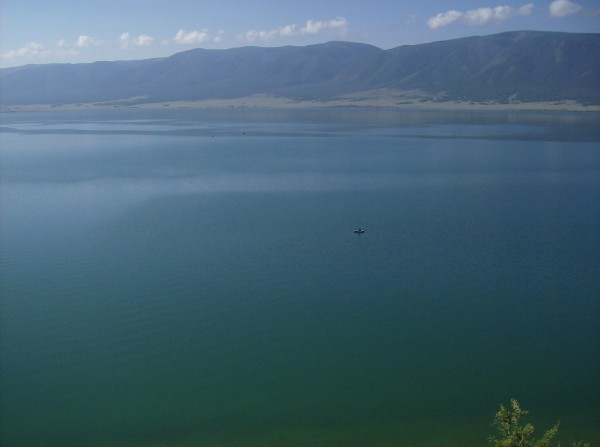

恰格泰湖（俄语：Чагытай），是俄羅斯的湖泊，位於該國南部圖瓦共和國，面積28.6平方公里，海拔高度1,005米，湖岸線長度20公里，集水區面積184平方公里，最大水深17米。